# 閃舞雷達
Zaslon（俄文直译：盾牌）雷達是為了搭配新型的米格-31战斗机，是在1975年開始研發的新型機載雷達，北約代號: 閃舞(Flash Dance)。

## 概要
閃舞雷達是一種被動相位陣列天線的數位式脈衝都卜勒雷達。閃舞雷達天線面混合了兩種數位控制的雷達頻率，分別是擁有1700個氧化鐵移相器的X頻雷達與64個氧化鐵移相器的L頻天線（用于發射敵我識別訊號），這兩種頻率天線被合併在同一天線面內，但各使用了不同的數位電腦加以控制。雷達的天線直徑為1.1米，搜索角度为左右+/-70度、俯仰+70/-60度，对于戰鬥機所能搭載的尺寸而言，可謂十分重量級，因此其具有非常強大的搜索能力。其中，X頻雷達可將雷達發射的筆狀波束控制在1.2微秒的精度內。
根據任務不同，工作時可選擇「自動截獲」或「手動截獲」兩種工作模式。在其问世时，閃舞雷達是当时世界上最先進也最大的戰機相位陣列雷達之一。因為不需要左右轉動天線，就可藉由其電子移相掃描的技術在一瞬間完成一次前方空域的全方位掃描，而傳統的戰機雷达因需要借助机械转动才可搜索不同区域，因此閃舞雷達無論掃描更新率，还是掃描轉追蹤的能力都要遠勝傳統的機載雷達。是非常重大的戰機雷達革新。
閃舞雷達可以在200公里範圍鎖定捕捉雷達截面積16平方米的目標，搭配前蘇聯第一套全數位化的 Argon-15 计算机系统，其可以同時追蹤10個空中目標，並使用同步分時照明技術指挥 R-33 半主动雷达引导导弹同時打擊四個不同空中目標，可謂顛覆以往的重大空戰能力革命，也使閃舞雷達成為评判近代先進戰機雷達的發展的指標之一。

## 延伸閱讀
- MiG-31
- 魯格雷達 - 應用於米格-29、米格-35和蘇-27系列戰鬥飛機
- 雷達